# Francesco Nenci
Francesco Nenci (Anghiari, 10 aprile 1782 – Siena, 4 marzo 1850) è stato un pittore italiano specializzato in pitture a carattere storico.

## Biografia
Si formò prima a Città di Castello, poi all'Accademia di Belle Arti di Firenze, dove ebbe come maestro, tra gli altri, Pietro Benvenuti.
Nel 1812-1813 vinse un pensionato a Roma, dove frequentò artisti di diverse correnti, dal purismo al neoclassicismo (come il Thorvaldsen).
Tra le sue commissioni più importanti vi furono gli affreschi in Palazzo Pitti per il Granduca Ferdinando III di Toscana, dove decorò assieme ad altri artisti la Sala di Ulisse (1833). Lavorò anche per la Villa di Poggio Imperiale e per la Basilica di San Francesco di Paola di Napoli (dove si conserva un Martirio di Sant'Irene del 1832).